# O! Samgwang Villa!
O! Samgwang Villa! (오! 삼광빌라!?, anche nota con il titolo internazionale Homemade Love Story) è una serie televisiva sudcoreana trasmessa su KBS2 dal 19 settembre 2020 al 7 marzo 2021.

## Trama
A causa dei continui litigi con il padre, subito dopo essersi iscritto all'università Woo Jae-hee ha lasciato la casa di famiglia, diventando un architetto di successo. Sul lavoro incontra Lee Bit-chae-woon, un'interior designer con cui si ritrova immediatamente ai ferri corti. Entrambi vivono a Samgwang Villa, ma hanno visioni diametralmente diverse del posto: Jae-hee ne apprezza l'atmosfera e i residenti, mentre Bit-chae-woon vorrebbe lasciarla, abbandonando il suo ruolo di capofamiglia costretta a badare alla madre e ai due fratelli minori anziché inseguire il suo sogno di diventare una disegnatrice di tessuti.

## Personaggi e interpreti

### Personaggi principali
- Lee Bit-chae-woon, interpretata da Jin Ki-joo
- Woo Jae-hee, interpretato da Lee Jang-woo

### Personaggi secondari
- Lee Soon-jung, interpretata da Jeon In-hwa
Madre di Bit-chae-woon.
- Lee Hae-deun, interpretata da Bona
Sorella minore di Bit-chae-woon.
- Lee Ra-hoon, interpretato da Ryeoun
Fratello minore di Bit-chae-woon.
- Woo Jung-hoo, interpretato da Jeong Bo-seok
Padre di Jae-hee.
- Jung Min-jae, interpretata da Jin Kyung
Madre di Jae-hee.
- Kim Jung-won, interpretata da Hwang Shin-hye
- Jang Seo-ah, interpretata da Han Bo-reum
- Jang Joon-ah, interpretato da Dong Ha
- Lee Man-jung, interpretata da Kim Sun-young
Inquilina di Samgwang Villa.
- Kim Hwak-se, interpretato da In Gyo-jin
Inquilino di Samgwang Villa.
- Hwang Na-ro, interpretato da Jeon Sung-woo
Inquilino di Samgwang Villa.
- Cha Ba-reun, interpretata da Kim Si-eun
Inquilina di Samgwang Villa.

## Riconoscimenti
- KBS Drama Award[3]
  - 2020 – Premio all'alta eccellenza, attori a Jeong Bo-seok
  - 2020 – Premio all'eccellenza, attori in una serie medio-lunga a Lee Jang-woo
  - 2020 – Premio all'eccellenza, attrici in una serie medio-lunga a Jin Ki-joo
  - 2020 – Miglior attrice esordiente a Bona
  - 2020 – Miglior attrice di supporto a Kim Sun-young
  - 2020 – Miglior coppia a Lee Jang-woo, Jin Ki-joo e Jeong Bo-seok